# The Big Short (livro)
The Big Short: Inside the Doomsday Machine, ou simplesmente The Big Short, é um livro não-fictício de Michael Lewis que trata sobre a bolha especulativa durante a década de 2000. Lançado nos Estados Unidos em 15 de março de 2010 pela W. W. Norton & Company, ficou por vinte e oito semanas no New York Times Best Seller list. Sua narrativa foi adaptada para o cinema no filme homônimo de 2015.